# 高橋弘篤
髙橋 弘篤（たかはし ひろあつ、1984年4月13日 - ）は、宮城県黒川郡富谷町（現・富谷市）出身のスケルトン選手。2007年仙台大学体育学部卒。2007年〜2017年システックススケルトンクラブ所属。2018年〜トゥーホームサービス （有）所属。

## 人物
仙台大学時代に「足が速くて、ちょっとマッチョだったら格好いいなぁ」と思ったのをきっかけに、ボブスレー部に入部し、後にスケルトンへ転向する。
2007年6月21日に、メインスポンサーであるシステックスのもと、越和宏、田山真輔とともにスケルトンクラブを設立に参加した。同時に、越とトレーナー契約をしている松本整のスポーツクラブ・クラブコングでトレーニングを行っている。
2010年12月、全日本スケルトン選手権大会で初優勝し、以後2012年大会まで3連覇している。
2013年12月7日にアメリカ・パークシティで行われた2013-2014シーズンワールドカップ第2戦で、初の一桁順位となる9位。同月、2014年ソチオリンピック日本代表に決定。2014年1月3日、ドイツのウィンターベルク大会では自己記録を更新する8位。2月のソチオリンピック競技初日の前半1･2回戦は15位、2日目の後半3･4回戦で3つ順位をあげて12位の成績を残した。
2019年から活動を宮城県大崎市古川に移し「あおやぎ接骨院グループスポーツプラス」によるトレーニングケアを受けている。

## 主な成績
- 2014年ソチオリンピック（ ロシア） 12位
- 2018年平昌オリンピック（ 韓国） 22位
- 日本選手権（日本・長野）優勝（2010年、2011年、2012年）、準優勝（2013年）、3位（2007年）
- スケルトンワールドカップ　8位（2014年1月3日　ドイツ・ウィンターベルク）